# Rich (Familienname)
Rich ist ein englischer Familienname.

## Namensträger

### A
- Adam Rich (1968–2023), US-amerikanischer Schauspieler
- Adrienne Rich (1929–2012), US-amerikanische Feministin, Dichterin und Autorin
- Alexander Rich (1924–2015), US-amerikanischer Molekularbiologe und Chemiker
- Arnold Rice Rich (1893–1968), US-amerikanischer Pathologe
- Arthur Rich (1910–1992), Schweizer Theologe und Wirtschaftsethiker

### B
- B. Ruby Rich, US-amerikanische Filmkritikerin, Filmwissenschaftlerin und Essayistin
- Barnabe Rich († 1617), englischer Schriftsteller
- Ben Rich (1925–1995), US-amerikanischer Flugzeugkonstrukteur
- Buddy Rich (1917–1987), US-amerikanischer Schlagzeuger

### C
- Carl West Rich (1898–1972), US-amerikanischer Politiker
- Carol Rich (* 1962), Schweizer Sängerin
- Catherine Rich (1932–2021), französische Schauspielerin
- Charles Rich, 4. Earl of Warwick (1619–1673), englischer Adliger und Politiker
- Charles Rich (Politiker) (1771–1824), US-amerikanischer Politiker
- Charles Rich (Informatiker) (1951–2018), kanadischer Informatiker
- Charles Rich (Leichtathlet) (* 1951), US-amerikanischer Leichtathlet
- Charles Rich (Schachspieler), englischer Fernschachspieler
- Charles W. G. Rich (1910–1993), US-amerikanischer Generalleutnant
- Charlie Rich (Charles Allan Rich; 1932–1995), US-amerikanischer Sänger
- Christopher Rich (Theatermanager) (1657–1714), englischer Theatermanager
- Christopher Rich (* 1953), US-amerikanischer Schauspieler
- Claude Rich (1929–2017), französischer Schauspieler und Autor
- Claudius James Rich (1786–1820), britischer Orientalist und Forschungsreisender

### D
- Daniel H. Rich (* 1942), US-amerikanischer Chemiker
- David Lowell Rich (1920–2001), US-amerikanischer Regisseur und Produzent
- Denise Eisenberg Rich (* 1944), US-amerikanische Liedtexterin und Philanthropin
- Don Rich (1941–1974), US-amerikanischer Gitarrist

### E
- Edmund Rich (um 1180–1240), englischer Philosoph und Theologe, siehe Edmund of Abingdon
- Edward Rich, 6. Earl of Warwick (1673–1701), englischer Adliger
- Edward Rich, 7. Earl of Warwick (1698–1721), englischer Adliger

### F
- Frank Rich (* 1949), US-amerikanischer Journalist
- Freddie Rich (1898–1956), US-amerikanischer Komponist und Bigbandleader

### G
- Gwendolyn Rich (* 1979), Schweizer Schauspielerin, Moderatorin, Sängerin und Fotomodell

### H
- Henry Rich, 1. Earl of Holland (1590–1649), englischer Adliger

### I
- Irene Rich (1891–1988), US-amerikanische Schauspielerin

### J
- Jeff Rich (* 1953), britischer Schlagzeuger
- John Rich (Produzent) (1692–1761), englischer Theatermanager, Produzent und Schauspieler
- John Rich (Regisseur) (1925–2012), US-amerikanischer Regisseur
- John Rich (Althistoriker) (* 1944), britischer Althistoriker
- John Rich (Musiker) (* 1974), US-amerikanischer Musiker
- John A. Rich, US-amerikanischer Mediziner
- John Rowland Rich (1928–1995), britischer Diplomat
- John Tyler Rich (1841–1926), US-amerikanischer Politiker

### L
- Lee Rich (1918–2012), US-amerikanischer Filmproduzent
- Leslie Rich (1886–1969), US-amerikanischer Schwimmer
- Louise Dickinson Rich (1903–1991), US-amerikanische Schriftstellerin

### M
- Marc Rich (1934–2013), spanisch-israelischer Rohstoffhändler
- Maria Rich (* 1973), dänische Schauspielerin
- Maurice Rich (1932–2022), australischer Leichtathlet
- Michael Rich (* 1969), deutscher Radrennfahrer
- Mike Rich (* 1959), US-amerikanischer Drehbuchautor

### N
- Nathaniel Rich (* 1980), US-amerikanischer Romancier und Essayist
- Norman Rich (1921–2020), US-amerikanischer Historiker und Hochschullehrer

### O
- Osaro Jürgen Rich (* 1998), deutscher Basketballspieler

### P
- Patricia Vickers-Rich (* 1944), australische Paläontologin

### R
- Richard Rich, 1. Baron Rich (* um 1496; † 1567), von 1547 bis 1552 englischer Lordkanzler
- Richard Rich (Regisseur), US-amerikanischer Regisseur und Produzent
- Robert Rich, 2. Baron Rich (um 1538–1581), englischer Adliger
- Robert Rich, 1. Earl of Warwick (1559–1619), englischer Adliger
- Robert Rich, 2. Earl of Warwick (1587–1658), englischer Kolonialverwalter, Admiral und Puritaner
- Robert Rich, 3. Earl of Warwick (1611–1659), englischer Adliger
- Robert Rich, 5. Earl of Warwick (1620–1675), englischer Adliger
- Robert Rich, 2. Baronet (um 1648–1699), englischer Politiker und Lord der Admiralität
- Robert Rich, 4. Baronet (1685–1768), englischer Feldmarschall
- Robert Rich, 5. Baronet (1717–1785), englischer General
- Robert Rich, Pseudonym von Dalton Trumbo (1905–1976), US-amerikanischer Drehbuchautor und Schriftsteller
- Robert Rich (Musiker) (* 1963), US-amerikanischer Ambient-Musiker
- Robert E. Rich senior (1913–2006), US-amerikanischer Unternehmer
- Robert E. Rich (Geheimdienstmitarbeiter) (Robert Ellett Rich; * 1926), US-amerikanischer Geheimdienstmitarbeiter
- Robert E. Rich junior (* 1941), US-amerikanischer Unternehmer
- Robert F. Rich (1883–1968), US-amerikanischer Politiker
- Ron Rich (* 1938), US-amerikanischer Schauspieler

### S
- Simon Rich (* 1984), US-amerikanischer Autor

### T
- Ted Rich (1929–2018), US-amerikanischer Filmeditor
- Thomas H. Rich (Thomas Hewitt Rich; * 1941), australischer Paläontologe
- Tony Rich (* 1971), amerikanischer Sänger, Songwriter und Musikproduzent

### V
- Vera Rich (1936–2009), britische Dichterin, Journalistin und Übersetzerin aus dem Belarussischen und Ukrainischen
- Vivian Rich (1893–1957), US-amerikanische Stummfilmschauspielerin